# Joanna Magdalena z Saksonii-Weißenfels
Johanna Magdalene (ur. 17 marca 1708 w Weißenfels, zm. 25 stycznia 1760 w Lipsku) – księżniczka Saksonii-Weißenfels i poprzez małżeństwo księżna Kurlandii i Semigalii. Pochodziła z rodu Wettynów.

## Życiorys
Urodziła się jako trzecia córka (szóste spośród siedmiorga dzieci) księcia Saksonii-Weißenfels Jana Jerzego i jego żony księżnej Fryderyki Elżbiety z Saksonii-Eisenach. Jako jedyna z rodzeństwa dożyła wieku dorosłego.
5 stycznia 1730 w Gdańsku poślubiła księcia Kurlandii i Semigalii Ferdynanda Kettlera (starszego od siebie o 53 lata). Para nie miała dzieci.